# Lucile Leclair
Pour les articles homonymes, voir Leclair.
Lucile Leclair née à Calais en 1990, est une journaliste française. Elle se consacre à des enquêtes au long cours sur les questions agricoles.

## Biographie
Née à Calais en 1990, Lucile Leclair fait ses études à Sciences po Paris, qu'elle complète par un Master en Affaires internationales avec une spécialité en politiques environnementales.
En 2016, Gaspard d’Allens et Lucile Leclair, parcourent la France à la rencontre de personnes citadines sans ancrage avec la terre, souvent avec de bonnes situations qui ont quitté la ville pour s'installer à la campagne et vivre de la terre. Le livre Les néo-paysans livre le résultat de cette enquête.
En 2020, elle publie Pandémies, une production industrielle. Dans cet essai, Lucile Leclair se pose la question de savoir si l’élevage industriel favorise la survenue de pandémies dangereuses pour les animaux et pour les hommes. Pour répondre à cette question, elle mène l'enquête à travers le monde. Sa réponse est sans appel : la surpopulation et la concentration d'animaux dans des lieux restreints, l’homogénéité génétique des cheptels, le transport d'animaux et la surconsommation d’antibiotiques provoquent les pandémies.
En 2022, elle publie Hold Up sur la terre. Elle a enquêté sur l'acquisition de terres par des acteurs qui n'appartiennent pas au monde agricole comme des grandes firmes de la distribution, cosmétique, parfurmerie. Ces firmes ont pour objectifs de contrôler leur chaîne d'approvisionnement et de s'adapter rapidement aux évolutions de la demande mondiale. Le modèle économique de la production agricole est modifié.

## Publications
- avec Gaspard d'Allens, Les néo-paysans, Paris, Seuil, 2016 (réimpr. en 2021, en collection Points), 139 p. (ISBN 978-2-02-129728-7)
- Pandémies, une production industrielle, Paris, Seuil, 2020, 144 p. (ISBN 9782021466058)
- Hold-up sur la terre, Paris, Seuil, 2022, 160 p. (ISBN 9782021492538)